# Eric Kerfoot
Eric Kerfoot, född 31 juli 1924 i Ashton-under-Lyne, England, död 4 mars 1980, var en engelsk professionell fotbollsspelare. 
Kerfoot startade sin fotbollskarriär som amatör i Stalybridge Celtic FC men är mest ihågkommen som en framgångsrik mittfältare i Leeds United under 1950-talet. Under sin karriär i Leeds spelade han totalt 349 matcher och gjorde 10 mål, varav 336 ligamatcher och 9 mål, från 1949 till 1959. Han avslutade karriären i Chesterfield FC.